# Белорусский архив древних грамот
«Белорусский архив древних грамот» ― сборник документов по истории восточных белорусских земель в XVI—XVIII в.

## История издания
Первое археографическое издание документов по истории Беларуси. Издан археографом И. И. Григоровичем (ч. 1, М., 1824) на средства графа Н. П. Румянцева.

## Содержание
Включённые в сборник 57 документов (актов) свидетельствуют о политических связях, во многих из них отражена деятельность князей и феодалов, направленная на поддержку и укрепление православной церкви в Беларуси. Есть документы о развитии белорусских городов и торговли, формировании городских сословий, деятельности церковных братств, в том числе разрешение епископу Г. Конисскому на открытие в Могилёве греко-латинского училища и типографии (1768), грамоты Стефана Яворского и др. Все акты, кроме двух (из архивов мстиславльского Пустынного и Оршанского мужского монастырей) из хранилищ Могилёва.
2-я часть Архива долгое время считалась пропавшей. Её обнаружили в 1939 в красноярской Юдинской библиотеке. Она была подготовлена к печати еще в 1825. Рукопись 2-й части сборника хранится в Центральном гос. архиве литературы и искусства Республики Беларусь.

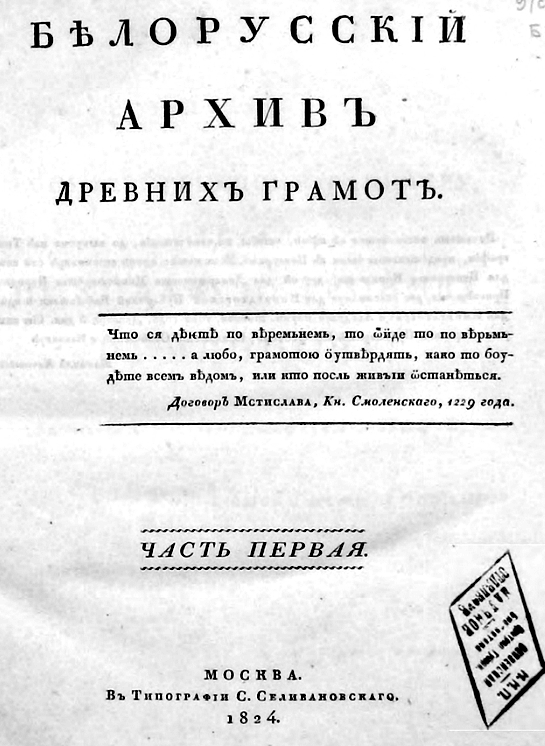
Титульный лист издания 1824 г.